# 221769 Cima Rest
221769 Cima Rest è un asteroide della fascia principale. Scoperto nel 2007, presenta un'orbita caratterizzata da un semiasse maggiore pari a 3,0814615 UA e da un'eccentricità di 0,0984323, inclinata di 16,98358° rispetto all'eclittica.
L'asteroide è dedicato all'Osservatorio astronomico di Cima Rest ubicato nella località italiana di Magasa.